# Ант'є Якелен
Ант'є Якелен (уроджена Зольнер; нар. 4 червня 1955) — лютеранська архієпископка Упсали в Швеції і примас (прима серед рівних) в Церкві Швеції. 15 жовтня 2013 року вона була обрана 70-м архієпископкою Упсальского, і 15 червня 2014 року вона була офіційно прийнята служінням в Упсальському соборі, ставши першою в Швеції архієпископкою іноземного походження з 12-го століття і першою жінкою-архієпископкою.
Ант'є була рукопокладена в священики в Церкві Швеції в 1980 році і стала доктором теології в Лундському університеті в 1999 році. Раніше вона була єпископкою Лунда з 2007 по 2014 рік.

## Біографія
Ант'є Якель народилася 4 червня 1955 року в Хердеке, Західна Німеччина. Вона вивчала лютеранський богослов'я в університеті Тюбінгена і Упсальському університеті.
Якель була обрана єпископом Лунда в 2006 році і замінила Христину Оденберг в 2007 році. На відміну від Оденберг, Якель зобов'язала духовенство, яке не визнавало її служіння, відвідувати Євхаристію, на якій вона головувала. Оденберг була першою жінкою, що стала єпископом в шведської церкви, а Ант'є Якель стала третьою. Жакелен була першою жінкою, яка була призначена єпископом після всенародного голосування в єпархії. Дві жінки (Оденберг в 1997 році і Керолайн Крук, єпископ Стокгольмський в 1998 році) були призначені урядом Швеції до відділення Церква Швеції від держави в 2000 році. Якель була висвячена єпископом Лунда Андерсом Вейрідом, архієпископом Упсальского, в Упсальському соборі 15 квітня 2007 року, і була прийнята в її єпархії через службу в соборі Лунда 21 квітня  [Архівовано 5 травня 2015 у Wayback Machine.].
В якості свого офіційного девізу вона вибрала «Gud är större» («Бог великий»), посилаючись на уривок з Першого послання Іоанна (1 Івана 3.18-20), і це також стало назвою її пастирського листа, опублікованого в 2011 році. Для свого герба вона вибрала овальний дизайн щита Яна Ранека, на якому зображені потрійні дубове листя з герба її рідного міста Хердекке з хрестами потрійного мантуанського паломника, розквартировані з прапором Сканії, що символізує її єпископське бачення Лунда. Листя дуба також зображені на гербі Блекинге, який є самою східною частиною єпархії Лунда.
Будучи єпископом Лунда, Якель була однією з помічників президента під час державного весілля Вікторії, принцеси Швеції і Даніеля Вестлінга в 2010 році.
Вона була представником Церкви Швеції в Раді лютеранської Всесвітньої федерації.
Вона була обрана архієпископом Упсальского 15 жовтня 2013 року і була офіційно прийнята в Упсальському соборі 15 червня 2014 року в присутності Карла XVI Густава Швеції і Королеви Швеції Сільвії після виходу на пенсію Андерса Вейріда. У березні 2014 року Йохан Тірберг був обраний її наступником в якості єпископа Лунда.
У понеділок, 4 травня 2015 року, у неї була офіційна аудієнція у Папи Франциска в Римі. Це зробило її першою жінкою і архієпископом, якого зустріли в Ватикані. Її і папські церкви, хоча і мали дуже важливі і суттєві відмінності (наприклад, щодо положення рукоположення і духовенства, вірувань Маріан і їх позиції по деяким сучасним соціальних питань), опублікували документ про прагнення до богословського діалогу і спілкування з приводу річниці протестантської Реформації. У неї є кілька точок дотику, особливо щодо еволюції та клімату, необхідність діалогу між наукою і релігією, а також необхідності піклуватися про бідних і підтримувати деяку постійну роль Церков у суспільному житті, навіть в світських суспільствах .
Вона знову зустрілася з Папой Франциском, коли він відвідав Швецію на рубежі зміни місяців в жовтні-листопаді 2016 року, коли почалася 500-я річниця протестантської Реформації  [Архівовано 28 лютого 2022 у Wayback Machine.]  [Архівовано 21 серпня 2014 у Wayback Machine.].

## Релігійні погляди
Ант'є опублікувала кілька робіт, присвячених взаємозв'язку між природничими науками та релігійною вірою, а також ролі релігії в сучасному суспільстві. Вона підтримує теорію еволюції і не бачить протиріч в вірі як в Бога, так і в еволюцію.
Також в інтерв'ю шведської християнської газеті Dagen вона заявила, що незаймане народження Ісуса є "міфологічним терміном, що пояснює унікальність. Ті, хто інтерпретує незаймане народження як біологічну проблему, повністю залишили поза увагою ". Пізніше вона уточнила своє твердження як призначене для того, щоб підкреслити, що, на її думку, ні строго буквальна інтерпретація народження діви, ні відмова від народження діви на підставі наукової неможливості не можуть охопити теологічну традицію, навколишнє незаймане народження.
Вона підтримує одностатеві шлюби в церкві, одночасно закликаючи державу підтримати інститут шлюбу  [Архівовано 26 листопада 2017 у Wayback Machine.].

## Політичні погляди
Джакели виступала проти заборони на випускні церемонії в церквах, вважаючи, що повна заборона на релігійний вплив в державних школах завдає шкоди духовному розвитку дітей, підкреслюючи при цьому роль Церкви Швеції в шведському громадянському суспільстві. Разом з конференцією єпископів вона також торкнулася проблеми зміни клімату в листі єпископів, закликавши членів Церкви Швеції, а також шведського держави встановити цілі щодо скорочення викидів парникових газів і вступити Швеції в обов'язкову силу .

## Публікації
Її докторська дисертація «Zeit und Ewigkeit: die Frage der Zeit» в Кирхе, «Naturwissenschaft und Theologie» (Lund 1999) була пізніше перевидана під тією ж назвою в 2002 році. Шведський переклад вийшов у 2000 році, а англійський переклад «Час і вічність: питання» час в церкві, науці і теології було опубліковано в 2005 році. Вона була доповідачем на Гошенской конференції 2003 року по релігії і науки, конференції за участю відомих вчених в області релігії та науки. Матеріали були опубліковані Пандорою Прес.

## Особисте життя
Її чоловік, Хайнц Жакелен, священик у відставці, теж родом з Німеччини, у них дві дочки і кілька онуків. Пара познайомилася з студентами-теологами в Упсальському університеті. Вважається, що назва Jackelén походить від франко-німецьких предків гугенотів. Пара живе в офіційній резиденції архієпископа (Ärkebiskopsgården) в Упсалі.

## Нагороди
У червні 2017 року Якель була нагороджена архієпископом Кентерберійським:
- «Ламбетський хрест за екуменізм»

- «За заслуги перед екуменізмом, особливо за її лідерство у вирішенні людських, богословських і соціальних проблем в партнерстві і діалозі».